# 田口秀実
田口 秀実（田口 秀實、たぐち ひでざね、文政十一年〈1828年〉3月 - 1892年〈明治25年〉4月）は、江戸時代から明治時代にかけての日本の学者（水戸学藤田派）、祠官（大洗磯前神社・酒烈磯前神社）。従七位。
幼名は覚次郎。字は子実。号は桃渓。

## 人物
父は常陸国行方郡潮来村（現・茨城県潮来市）の関戸幸蔵。母は鹿島郡鉾田村（現・鉾田市）の田山喜森の娘。妻は鹿島郡勝下村（現・鉾田市）で天保年間に鰯の地引き網漁により財をなした小沼家の当主・藤左衛門の娘。同村の旧家・田口茂兵衛家を再興し、田口姓を継承した。兄・主禮の長男に関戸覚蔵。娘婿・贇郎の五男に足立豊。

### 書籍
- 筒井住蓮 編『大日本華族大鑑』都通信社、1911年。
- 但野正弘『藤田東湖の生涯』錦正社〈水戸の人物シリーズ〉、1997年。ISBN 978-4-7646-0351-6。
- 旭村史編さん委員会『旭村の歴史：通史編』旭村教育委員会、1998年。
- 潮来町郷土史研究会『ふるさと潮来　第8輯』潮来町郷土史研究会、1992年。

### 史料
- 田口秀實『大洗神社宮司田口秀実口上書』。 - 国立国会図書館デジタルコレクション。